# سمير أمين
سمير أمين (3 سبتمبر 1931 - 12 أغسطس 2018) مفكر واقتصادي مصري. وهو من أهم مؤسسي نظرية المنظومات العالمية. وقد اشتهر بتقديمه لمصطلح «المركزية الأوروبية» في عام 1988 واعتُبِر رائدًا في نظرية التبعية.

## سيرته
ولد أمين في القاهرة، لأب مصري وأم فرنسية (كلاهما طبيبان). قضى طفولته وشبابه في بورسعيد. هناك التحق بمدرسة ثانوية فرنسية، ورحل في عام 1947 بعد حصوله على شهادة البكالوغيا.
في المدرسة الثانوية، اقتحم أمين عالم السياسة لأول مرة عندما انقسم الطلاب المصريون خلال الحرب العالمية الثانية بين الشيوعيين والقوميين. انتمي أمين إلى المجموعة الأولى. بحلول ذلك الوقت، كان أمين قد تبنى بالفعل موقفًا حازمًا ضد الفاشية والنازية. في حين أن الكفاح ضد الهيمنة البريطانية في مصر كان مصدر إلهام لمعتقداته السياسية، فقد رفض فكرة أن عدو عدوه (ألمانيا النازية) هو صديقه (أي صديق للمصريين).
في عام 1947، غادر أمين إلى باريس حيث حصل على دبلوم المدرسة الثانوية الثانية في تخصص الرياضيات الابتدائية من Lycée Henri IV المرموقة. حصل على دبلوم في العلوم السياسية من معهد العلوم السياسية (1952) قبل تخرجه بتخصص الإحصاء من المعهد الوطني للإحصاء (1956) ثم في الاقتصاد (1957).
كتب في سيرته الذاتية Itinéraire intellectuel" (1990)" أنه من أجل قضاء قدر كبير من الوقت في «العمل العسكري» لم يكن بإمكانه سوى تخصيص حد أدنى من الوقت للإعداد لامتحانات جامعته. ظل النضال الفكري والسياسي يشغلان أمين طوال حياته. بدلاً من فهم وشرح العالم وفظائعه، أراد أن يكون جزءًا من النضالات التي تهدف إلى تغيير العالم.
بعد وصوله إلى باريس، انضم أمين إلى الحزب الشيوعي الفرنسي (PCF)، لكنه نأى بنفسه فيما بعد عن الماركسية السوفيتية وربط نفسه لبعض الوقت بالدوائر الماوية. نشر مع طلاب آخرين مجلة بعنوان "Étudiants Anticolonialistes" (طلاب مناهضون للاستعمار). كما تأثرت أفكاره ومواقفه السياسي بشدة بمؤتمر باندونغ الآسيوي الأفريقي عام 1955 وتأميم قناة السويس. حتى أن هذا الأخير شجعه على تأجيل أطروحة الدكتوراه التي كانت جاهزة في يونيو 1956 للمشاركة في المظاهرات والفعاليات السياسية.
في عام 1957، قدم أطروحته، التي أشرف عليها فرانسوا بيرو (هو وآخرون)، بعنوان «أصول التخلف – التراكم الرأسمالي على نطاق عالمي»، لكنه غير العنوان لاحقا إلى «الآثار الهيكلية للتكامل الدولي للاقتصادات قبل الرأسمالية. دراسة نظرية للآلية التي تخلق ما يسمى بالاقتصاديات المتخلفة».
بعد الانتهاء من رسالته، عاد أمين إلى القاهرة، حيث عمل من 1957 إلى 1960 كمسؤول أبحاث في «مؤسسة الإدارة الاقتصادية» الحكومية حيث عمل على ضمان تمثيل الدولة في مجالس إدارات شركات القطاع العام، وحرص في الوقت نفسه على الانغماس في المناخ السياسي المتوتر للغاية المرتبط بتأميم القناة وحرب 1956 وتأسيس حركة عدم الانحياز. أدت مشاركته السرية في الحزب الشيوعي في ذلك الوقت إلى تصعيب ظروفه عمله بصورة كبيرة.
في عام 1960، غادر أمين إلى باريس حيث عمل لمدة ستة أشهر في خدمة الدراسات الاقتصادية والمالية (SEEF).
بعد ذلك، غادر أمين فرنسا، ليصبح مستشارًا لوزارة التخطيط في باماكو (مالي) تحت رئاسة موديبو كيتا. شغل هذا المنصب من عام 1960 إلى عام 1963 مع اقتصاديين فرنسيين بارزين مثل جان بينارد وتشارلز بيتلهيم. شهد أمين التركيز المتزايد على تعظيم النمو من أجل «سد الفجوة». على الرغم من تخليه عن العمل كـ«بيروقراطي» بعد مغادرته مالي، استمر سمير أمين في العمل كمستشار لعدة حكومات، مثل الصين وفيتنام والجزائر وفنزويلا وبوليفيا.
في عام 1963 حصل على زمالة في المعهد الأفريقي للتنمية الاقتصادية والتخطيط (IDEP). ومن خلال IDEP، أنشأ أمين العديد من المؤسسات التي أصبحت في النهاية كيانات مستقلة. من بينها ما أصبح فيما بعد «مجلس تنمية أبحاث العلوم الاجتماعية في إفريقيا» (CODESRIA)، على غرار مجلس أمريكا اللاتينية للعلوم الاجتماعية (CLACSO).
حتى عام 1970 عمل أمين هناك بالإضافة إلى كونه أستاذًا في جامعة بواتييه، وداكار وباريس. في عام 1970 أصبح مديرًا لمعهد IDEP، والذي ظل يديره حتى عام 1980. في عام 1980، ترك أمين المعهد وأصبح مديرًا لمنتدى العالم الثالث في داكار. في حياة أمين وتفكيره، ارتبطت تلك الأنشطة الثلاثة ارتباطًا وثيقًا: العمل في الإدارة الاقتصادية، والتدريس / البحث، والنضال السياسي.
وصفه البعض بأنه «كان من أهم المفكرين وأكثرهم تأثيراً في العالم الثالث». غالبًا ما تم التغاضي عن الدور النظري الرائد لأمين لأن أطروحته المكتوبة عام 1957 لم تُنشر حتى عام 1970 في شكل كتاب تحت عنوان "L'accumulation à l'échelle mondiale" (التراكم على المستوى العالمي).
عاش أمين في داكار حتى نهاية يوليو 2018. في 31 يوليو-تموز، تم تشخيصه بسرطان الرئة، ونقل إلى مستشفى في باريس. توفي أمين في 12 أغسطس عن عمر يناهز ال 86.

## النظرية السياسية والاستراتيجية
يعتبر سمير أمين رائدًا في نظرية التبعية ونظرية المنظومات العالمية، بينما فضل أن يطلق على نفسه جزءًا من مدرسة «المادية التاريخية العالمية»، جنبًا إلى جنب مع بول أ. باران وبول سويزي. قدم أمين فكرته الرئيسية في بدايات مسيرته، وبالتحديد عام 1957 في رسالة الدكتوراه الخاصة به. كانت الأطروحة أن ما يسمى بالاقتصادات «المتخلفة» لا ينبغي اعتبارها وحدات مستقلة بل اعتبارها لبنات بناء لاقتصاد عالمي رأسمالي. في هذا الاقتصاد العالمي، تشكل الدول «الفقيرة» «الأطراف»، المجبرة على تعديل هيكلي دائم فيما يتعلق بديناميكيات إعادة الإنتاج الخاصة بـ«مراكز» الاقتصاد العالمي، أي البلدان الصناعية الرأسمالية المتقدمة. في نفس الوقت تقريبًا وبافتراضات أساسية مماثلة، ظهر ما يسمى بـ "desarrollismo" في أمريكا اللاتينية، والذي تم تطويره بعد ذلك بعقد من الزمن في المناقشة حول «نظرية التبعية» - وظهر لاحقًا في «تحليل النظام العالمي» لإيمانويل واليرشتاين. طبق سمير أمين الماركسية على المستوى العالمي، مستخدمًا مصطلحات مثل «قانون القيمة العالمية» و«الاستغلال الفائق» لتحليل الاقتصاد العالمي. في الوقت نفسه، امتد نقده أيضًا إلى الماركسية السوفيتية وبرنامجها التنموي المتمثل في «اللحاق بالركب والتجاوز». يعتقد أمين أن بلدان «الأطراف» لن تكون قادرة على اللحاق بالركب في سياق الاقتصاد العالمي الرأسمالي، بسبب الاستقطاب المتأصل في النظام وبعض الاحتكارات التي تحتفظ بها البلدان الإمبريالية في «المركز». وهكذا، دعا «الأطراف» إلى «فك الارتباط» بالاقتصاد العالمي، وخلق تنمية «مركزية» ورفض «المركزية الأوروبية» المتأصلة في نظرية التحديث.

### المادية التاريخية العالمية
بالرجوع إلى تحليلات ماركس وبولاني وبروديل، فإن نقطة البداية المركزية لنظريات سمير أمين هي نقد أساسي للرأسمالية، وفي قلبه هيكل الصراع النظام العالمي. يذكر أمين ثلاث تناقضات أساسية للأيديولوجية الرأسمالية: 1. تقف متطلبات الربحية في وجه سعي العمال لتقرير مصيرهم (مع مراعاة أنه قد تم فرض حقوق العمال وكذلك الديمقراطية ضد المنطق الرأسمالي)؛ 2. يقف الحساب الاقتصادي العقلاني قصير الأجل ضد حماية المستقبل على المدى الطويل (حجة بيئية)؛ 3. تؤدي الديناميكيات التوسعية للرأسمالية إلى استقطاب الهياكل المكانية - أي نموذج المركز والأطراف.
وفقًا لأمين، لا يمكن فهم الرأسمالية وتطورها إلا كنظام عالمي متكامل واحد، يتكون من «البلدان المتقدمة»، التي تشكل المركز، ومن «البلدان المتخلفة» التي تمثل أطراف النظام. وبالتالي، فإن التنمية والتخلف يشكلان كلا وجهي التوسع الفريد للرأسمالية العالمية. لا ينبغي اعتبار البلدان المتخلفة «متخلفة عن الركب» بسبب الخصائص المحددة - الاجتماعية أو الثقافية أو حتى الجغرافية - لما يسمى بالبلدان «الفقيرة». إن التخلف في الواقع هو فقط نتيجة التعديل الهيكلي الدائم القسري لهذه البلدان لاحتياجات التراكم، والتي تعود بالفائدة على بلدان مركز النظام.
يعرّف أمين نفسه بأنه جزء من مدرسة «المادية التاريخية العالمية»، على النقيض من النوعين الآخرين لنظرية التبعية، ما يسمى بمدرسة "dependencia" ونظرية النظم العالمية. مدرسة Dependencia هي مدرسة أمريكية لاتينية مرتبطة بروي ماورو ماريني وثيوتونيو دوس سانتوس وراؤول بريبيش. على الجانب الآخر، الشخصيات البارزة في نظرية الأنظمة العالمية هما إيمانويل والرشتاين وجيوفاني أريغي. في حين أنهم يستخدمون مفردات علمية متشابهة، يرفض أمين فكرة «شبه الطرف» وهو ضد النظر إلى الرأسمالية على أنها دورية (كما قال نيكولاي كوندراتجيو) وبالتالي يؤيد رأي الأقلية بين منظري النظم العالمية.
بالنسبة لأمين، مدرسة المادية التاريخية العالمية هي الماركسية مطبقة على نظام عالمي. ضمن هذا الإطار، يعتبر قانون القيمة الماركسي أساسيا. ومع ذلك، فقد أصر على أن القوانين الاقتصادية للرأسمالية، الملخصة بقانون القيمة، تخضع لقوانين المادية التاريخية. وفقا لفهم أمين لهذه المصطلحات يعني هذا أن: علم الاقتصاد، رغم أنه لا غنى عنه، لا يمكن أن يفسر الواقع الكامل. بشكل رئيسي لأنه لا يمكن أن يفسر الأصول التاريخية للنظام نفسه، ولا نتائج الصراع الطبقي.
«التاريخ لا يحكمه كشف معصوم عن الخطأ لقانون الاقتصاد الخالص. لقد نشأ من خلال ردود الفعل المجتمعية لهذه الاتجاهات التي تعبر عن نفسها في هذه القوانين والتي تحدد الظروف الاجتماعية التي تعمل هذه القوانين في إطارها. تؤثر القوى» المناهضة للنظام«أيضًا على التاريخ الحقيقي كما هو الحال مع منطق التراكم الرأسمالي». (سمير أمين)

#### قانون القيمة العالمية
تصف نظرية أمين لقانون القيمة العالمي نظام التبادل غير المتكافئ، حيث يكون الفرق في الأجور بين القوى العاملة في دول مختلفة أكبر من الفرق بين إنتاجيتها. يتحدث أمين عن «الإيجارات الإمبريالية» المتراكمة على الشركات العالمية في المركز - والتي يشار إليها في أماكن أخرى باسم «موازنة العمالة العالمية».
الأسباب، وفقًا لأمين، هي أنه بينما تسمح التجارة الحرة والحدود المفتوحة نسبيًا للشركات متعددة الجنسيات بالانتقال إلى حيث يمكنها العثور على أرخص عمالة، تواصل الحكومات تعزيز مصالح شركاتها على حساب مصالح البلدان الأخرى وتقييد حركة العمالة. وبناءً على ذلك، فإن الأطراف غير مرتبطة حقًا بأسواق العمل العالمية، والتراكم هناك راكد والأجور تظل منخفضة. بالمقابل، فإن التراكم في المراكز متزايد وتزداد الأجور بالتوازي مع زيادة الإنتاجية. يتواصل هذا الوضع مع وجود جيش احتياطي عالمي ضخم يقع بشكل أساسي في الأطراف، بينما في نفس الوقت تكون هذه البلدان أكثر اعتمادًا على البنية الهيكلية، وتميل حكوماتها إلى قمع الحركات الاجتماعية التي من شأنها أن تكسب حق زيادة الأجور. يدعو أمين هذه الديناميكية العالمية «تنمية التخلف». يُعتقد كذلك أن الوجود السابق ذكره لمعدل أقل من استغلال العمالة في الشمال ومعدل أعلى لاستغلال العمل في الجنوب يشكل أحد العوائق الرئيسية أمام وحدة الطبقة العاملة العالمية.
وفقًا لأمين، فإن «قانون القيمة العالمي» يخلق بالتالي «استغلالًا فائقًا» للأطراف. علاوة على ذلك، تحتفظ البلدان المركزية باحتكار التكنولوجيا، والسيطرة على التدفقات المالية، والقوة العسكرية، والإنتاج الإيديولوجي والإعلامي، والوصول إلى الموارد الطبيعية.

#### الإمبريالية ورأسمالية الاحتكار
يعني نظام القيمة العالمية كما هو موضح أعلاه، أن هناك نظام عالمي إمبريالي واحد، يشمل كلاً من الشمال العالمي والجنوب العالمي. يعتقد أمين كذلك أن الرأسمالية والإمبريالية مرتبطان في جميع مراحل تطورهما (على عكس لينين، الذي جادل بأن الإمبريالية كانت مرحلة محددة في تطور الرأسمالية). عرّف أمين الإمبريالية على أنها: «على وجه التحديد دمج المتطلبات والقوانين لإعادة إنتاج رأس المال، والتحالفات الاجتماعية والمحلية والدولية التي تقوم عليها؛ والاستراتيجيات السياسية التي تستخدمها هذه التحالفات» (سمير أمين)
وفقا لأمين، فإن الرأسمالية والإمبريالية تمتد من غزو الأمريكتين خلال القرن السادس عشر إلى مرحلة اليوم والتي أسماها بـ «الرأسمالية الاحتكارية». علاوة على ذلك، فإن الاستقطاب بين المركز والأطراف هو ظاهرة متأصلة في الرأسمالية التاريخية. بالرجوع إلى أريجي، يميز أمين آلية الاستقطاب التالية: 1. يهرب رأس المال من الأطراف إلى المركز؛ 2. تسير الهجرة الانتقائية للعمال في نفس الاتجاه. 3. حالة احتكار الشركات المركزية في التقسيم العالمي للعمل، ولا سيما احتكار التكنولوجيا واحتكار المالية العالمية؛ 4. سيطرة بلدان المركز على الوصول إلى الموارد الطبيعية. تتغير أشكال استقطاب المركز والأطراف، وكذلك أشكال التعبير عن الإمبريالية، بمرور الوقت - ولكن دائمًا نحو تفاقم الاستقطاب وليس نحو تخفيفه.
تاريخيًا، ميز أمين ثلاث مراحل: التجارية (1500-1800)، والتوسعية (1800-1880) والرأسمالية الاحتكارية (1880 - اليوم). يضيف أمين أن المرحلة الحالية تهيمن عليها احتكارات القلة المعممة والممولة والمعولمة الموجودة أساسًا في ثالوث الولايات المتحدة الأمريكية وأوروبا واليابان. يرى أنهم يمارسون نوعًا من الإمبريالية الجماعية عن طريق الأدوات العسكرية والاقتصادية والمالية مثل منظمة حلف شمال الأطلسي (الناتو) والبنك الدولي وصندوق النقد الدولي ومنظمة التجارة العالمية. يتمتع الثالوث باحتكار خمس مزايا: أسلحة الدمار الشامل؛ أنظمة الاتصال الجماهيري؛ الأنظمة النقدية والمالية؛ والتقنيات، والوصول إلى الموارد الطبيعية. وترغب تلك الدول في الاحتفاظ بها بأي ثمن، وبالتالي تعمل على عسكرة العالم لتجنب فقدان هذه الاحتكارات.
كما ميّز أمين وجود مرحلتين تاريخيتين لتطور الرأسمالية الاحتكارية: الرأسمالية الاحتكارية الصحيحة حتى عام 1971، ورأسمالية احتكار القلة بعد ذلك. اعتبر أمين «تعمق العولمة» لتلك الأخيرة استجابة إستراتيجية للركود. واعتبر الركود هو القاعدة والنمو الاقتصادي السريع كاستثناء في ظل مرحلة الرأسمالية المتأخرة. ووفقًا له، فإن النمو السريع في الفترة بين عامي 1945 و1975 كان نتاجًا رئيسيًا للظروف التاريخية التي أوجدتها الحرب العالمية الثانية ولم تستمر. كان التركيز على التمويل، الذي ظهر في أواخر السبعينيات، بالنسبة له بمثابة مواجهة جديدة أكثر فاعلية للركود «لا تنفصل عن متطلبات بقاء النظام»، ولكنها أدت في النهاية إلى الأزمة المالية 2007-2008.
وفقًا لأمين، نتيجة للإمبريالية والاستغلال الفائق، غالبًا ما يتم تشويه الأنظمة السياسية في الجنوب وتحويلها نحو أشكال من الحكم الاستبدادي. للحفاظ على سيطرتها على الأطراف، تعزز القوى الإمبريالية علاقات اجتماعية متخلفة تعتمد على عناصر قديمة. يجادل أمين على سبيل المثال بأن الإسلام السياسي هو في الأساس من صنع الإمبريالية. إن إدخال الديمقراطية إلى الجنوب، دون تغيير العلاقات الاجتماعية الأساسية أو تحدي الإمبريالية، ليس سوى «احتيال» وأكثر من ذلك بالنظر إلى المحتوى البلوتوقراطي لما يسمى بالديمقراطيات الناجحة في الشمال.

### فك الارتباط
صرح أمين أن تحرر ما يسمى بالبلدان «المتخلفة» لا يمكن أن يحدث مع احترام منطق النظام الرأسمالي المعولم ولا ضمن هذا النظام. لن يكون الجنوب قادرًا على اللحاق بالركب في مثل هذا السياق الرأسمالي، بسبب الاستقطاب المتأصل في النظام. قاد هذا الاعتقاد سمير أمين إلى إعطاء أهمية كبيرة للمشروع الذي تبنته الدول الآسيوية الإفريقية في مؤتمر باندونج (إندونيسيا) عام 1955.
دعا أمين كل الدول إلى الانفصال عن الاقتصاد العالمي بمعنى إخضاع العلاقات العالمية لأولويات التنمية المحلية، وخلق تنمية «ذاتية» (ولكن ليس بمعنى الاكتفاء الذاتي). بدلاً من تحديد القيمة من خلال الأسعار المهيمنة في العالم - والتي تنتج عن الإنتاجية في الدول الغنية - اقترح أمين أنه يجب تحديد القيمة في كل بلد بحيث يتم دفع أجور العمال الزراعيين والصناعيين من خلال مدخلاتهم في الناتج الصافي للمجتمع. وبالتالي يجب تحديد قانون القيمة الوطني دون الرجوع إلى القانون العالمي للقيمة للنظام الرأسمالي (على سبيل المثال: السيادة الغذائية بدلاً من التجارة الحرة، والحد الأدنى للأجور بدلاً من التنافسية الدولية، والعمالة الكاملة التي تضمنها الحكومة). سيكون التأثير الرئيسي لهذه الخطوة هو رفع الأجور في مجال الزراعة. اقترح أمين أن تقوم الدول القومية بإعادة توزيع الموارد بين القطاعات، وأن تمركز الفائض وتوزعه بصورة عادلة. في رأيه، يجب ضمان العمالة الكاملة، وعدم تشجيع الهجرة الجماعية من المناطق الريفية إلى المناطق الحضرية.
بعد إنهاء الاستعمار على مستوى الدولة، يجب أن يؤدي ذلك إلى التحرر الاقتصادي من الاستعمار الجديد. ومع ذلك، أكد أمين أنه يكاد يكون من المستحيل فك الارتباط بنسبة 100٪ وقدر أن فك الارتباط بنسبة 70٪ يعد بالفعل إنجازًا كبيرًا. تتمتع الدول المستقرة نسبيًا التي تتمتع ببعض القوة العسكرية بنفوذ أكبر في هذا الصدد من الدول الصغيرة.
إن تنمية الصين على سبيل المثال، وفقًا لأمين، كانت تنميتها بنسبة 50٪ من خلال مشروعها السيادي و50٪ من خلال العولمة. عندما سئل عن البرازيل والهند، قدر أن مساراتهما كانت مدفوعة بنسبة 20٪ مشروع سيادي، و80٪ عولمة، بينما رأى أن تنمية جنوب إفريقيا كانت من خلال 0٪ مشروع سيادي و100٪ عولمة.
كان واضحًا أيضًا لأمين أن مثل هذا الفصل يتطلب أيضًا شروطًا سياسية مسبقة داخل البلد. علمته دراسات البلدان، التي اقتصرت في البداية على إفريقيا، أن البرجوازية الوطنية الموجهة نحو مشروع وطني، ليست موجودة ولم تكن في طور النشوء حتى. بدلا من ذلك، لاحظ ظهور «برجوازية كومبرادور»، والتي استفادت من اندماج بلدانها في السوق العالمية الرأسمالية المنظمة بشكل غير متكافئ. فيما يتعلق بمشروع البداية الجديدة المتمحورة حول الذات (الانفصال)، كان يأمل بدلاً من ذلك في الحركات الاجتماعية، ولهذا السبب كان ملتزمًا بالانضمام إلى العديد من المنظمات غير الحكومية حتى وفاته.

### المركزية الأوروبية
اقترح أمين تاريخا حضاريا أدت فيه المزايا العرضية لـ «الغرب» إلى تطور الرأسمالية أولاً في هذه المجتمعات. أدى ذلك بعد ذلك إلى حدوث صدع عالمي، ناجم عن التوسع الخارجي العدواني للرأسمالية والاستعمار. يرى أمين أنه من الخطأ اعتبار أوروبا مركزًا تاريخيًا للعالم. فقط في الفترة الرأسمالية كانت أوروبا هي المهيمنة.
بالنسبة لأمين، فإن المركزية الأوروبية ليست مجرد رؤية للعالم بل هي مشروع عالمي، يعمل على تحقيق تجانس للعالم على نموذج أوروبي تحت ذريعة «اللحاق بالركب». ومع ذلك، في الممارسة العملية، لا تعمل الرأسمالية على تجانس العالم بل تعمل على استقطابه. وبالتالي، فإن المركزية الأوروبية هي أقرب لأن تكون فكرة مثالية من كونها احتمالًا حقيقيًا. كما أنها تخلق مشاكل في تعزيز العنصرية والإمبريالية. تظل الفاشية خطرًا دائمًابسببها أيضا، لأنها بالنسبة لأمين نسخة متطرفة من المركزية الأوروبية.

### كمبوديا
كان لأمين تأثيرًا كبيرا لفترة طويلة على قادة نظام الخمير الحمر في كمبوديا، وتعرف أمين على قادة الخمير الحمر المستقبليين في باريس ما بعد الحرب العالمية الثانية، إذ كان بول بوت وخيو سامبان وطلاب كمبوديين آخرين يدرسون هناك. أشارت أطروحة الدكتوراه لخيو سامبان، التي أنهاها في عام 1959، إلى تعاونه مع أمين وادعى تطبيق نظريات أمين على كمبوديا. في أواخر السبعينيات، أشاد أمين بالخمير الحمر واعتبرهم متفوقين على الحركات الشيوعية في الصين أو فيتنام أو الاتحاد السوفيتي، وأوصى بتطبيق نموذج الخمير الحمر (كمبوتشيا الديمقراطية) لأفريقيا.

واصل أمين مدح الخمير الحمر في الثمانينيات. في حديث ألقاه في طوكيو عام 1981، أشاد أمين بعمل بول بوت باعتباره «أحد النجاحات البارزة للنضال من أجل الاشتراكية في عصرنا» وباعتباره ضروريًا ضد «توسعية» الاتحاد السوفيتي أو فيتنام. لاحظ بعض العلماء، مثل عالمة الأنثروبولوجيا الماركسية كاثلين غوف، أن نشطاء الخمير الحمر في باريس في الخمسينيات من القرن الماضي كان لديهم بالفعل أفكار للقضاء على الثوار المعادين وتنظيم مركز حزبي لا يمكن التشكيك في قراراته. على الرغم من التقارير المعاصرة عن عمليات القتل الجماعي التي ارتكبها الخمير الحمر، جادل أمين بأن «السبب في أكبر شر أصاب شعب كمبوتشيا» يكمن في مكان آخر:
الحجة الإنسانية في التحليل النهائي هي الحجة التي يقدمها جميع المستعمرين. . . أليس [سبب الشر] أولاً كل الإمبرياليين الأمريكيين ولون نول؟ أليس هذا السبب اليوم هو الجيش الفيتنامي ومشروعه لاستعمار كمبوتشيا؟

### وجهات النظر حول النظام العالمي
أعرب سمير أمين عن وجهة نظره حول النظام العالمي والعلاقات الدولية: «نعم، أريد أن أرى بناء عالم متعدد الأقطاب، وهذا يعني بوضوح هزيمة مشروع واشنطن للهيمنة من خلال السيطرة العسكرية على الكوكب».

في عام 2006، قال:
وقال أيضا:
ومن ثم يرى أمين أنه يجب على أوروبا إنهاء «خيارها الأطلسي» واتخاذ مسار «التقارب الأوروبي الآسيوي» مع روسيا والصين والهند وبقية آسيا وأفريقيا. هذا «التقارب الأوروبي الآسيوي» ضروري للتصادم المباشر مع الولايات المتحدة في رأيه.

### الإسلام السياسي
بحسب سمير أمين، يقود الإسلام السياسي نضاله على أرض الثقافة، حيث يُقصد بـ «الثقافة» «الانتماء إلى دين واحد». لا يهتم المسلحون الإسلاميون في الواقع بمناقشة العقائد التي تشكل الدين، ولكن على العكس من ذلك، فهم مهتمون فقط بتأكيد عضوية الأفراد في المجتمع من خلال تأدية الشعائر. ومن ثم، فإن مثل هذه النظرة إلى العالم ليست محزنة فقط، لأنها تكشف فقرًا هائلاً في الفكر، ولكنها تبرر أيضًا استراتيجية الإمبريالية باستبدال «صراع الثقافات» بصراع بين المراكز الليبرالية والإمبريالية والأطراف المتخلفة المقهورة.
يرى أن هذه الأهمية التي تعطى للثقافة تسمح للإسلام السياسي بأن يحجب عن كل مجال من مجالات الحياة الانقسام الاجتماعي الواقعي بين الطبقات العاملة والنظام الرأسمالي العالمي الذي يضطهدهم ويستغلهم.
يرى أن مناضلي الإسلام السياسي موجودون فقط في مناطق الصراع من أجل تزويد الناس بالتعليم والرعاية الصحية من خلال المدارس والعيادات الصحية. ومع ذلك، فهذه ليست أكثر من أعمال خيرية ووسائل تلقين عقائدية، وليست وسيلة لدعم نضال الطبقة العاملة ضد النظام المسؤول عن بؤسها.
إلى جانب ذلك، وبعيدًا عن كونه رجعيًا في أمور محددة ومسؤولًا عن تجاوزات متعصبة ضد مواطنين غير مسلمين (مثل الأقباط)، فإن الإسلام السياسي يدافع حتى عن الطابع المقدس للملكية ويشرعن عدم المساواة وكل متطلبات إعادة الإنتاج الرأسمالي.
أحد الأمثلة على ذلك هو دعم الإخوان المسلمين في البرلمان المصري لقوانين محافظة ورجعية تمنح أصحاب الأملاك حقوقا على حساب الفلاحين الفقراء، وفقا له.
يرى أنه لطالما وجد الإسلام السياسي قبولًا في برجوازية المملكة العربية السعودية وباكستان، حيث تخلت الأخيرة عن منظور مناهض للإمبريالية واستبدلته بموقف مناهض للغرب، الأمر الذي لا يمثل أي عقبة أمام تطوير السيطرة الإمبريالية على النظام العالمي في رأيه.
ومن ثم، استنتج أن الإسلام السياسي ينحاز بشكل عام إلى الرأسمالية والإمبريالية، دون تزويد الطبقات العاملة بأسلوب فعال وغير رجعي في النضال ضد استغلالهم.
من المهم أن نلاحظ، مع ذلك، أن أمين كان حريصًا على التمييز بين تحليله للإسلام السياسي والإسلاموفوبيا، وبالتالي ظل حساسًا للمواقف المعادية للمسلمين التي تؤثر حاليًا على المجتمع الغربي.

## مؤلفات سمير أمين بالعربية
1. التراكم على الصعيد العالمي. ترجمة/دار ابن خلدون-بيروت 1973.[34]
2. التبادل غير المتكافئ وقانون القيمة. ترجمة عادل عبد المهدى-دار الحقيقة-بيروت 1974.[35]
3. التطور اللامتكافئ. (ترجمة برهان غليون-دار الطليعة-بيروت 1974.[36]
4. الأمة العربية «القومية وصراع الطبقات». ترجمة كميل قيصر داغر-دار ابن رشد-بيروت 1978.[37]
5. الطبقة والأمة في التاريخ وفي المرحلة الامبريالية. ترجمة هنريت عبودى-دار الطليعة-بيروت 1980.[38]
6. قانون القيمة والمادية التاريخية. ترجمة صلاح داغر-دار الحداثة-بيروت 1981.[39]
7. المغرب العربي المعاصر. ترجمة كميل قيصر داغر-دار الحداثة -بيروت 1981.[40]
8. الاقتصاد العربي المعاصر. ترجمة ناديا الحاج- دار الرواد- بيروت 1982)- دار الحقائق 1984.[41]
9. أزمة الامبريالية أزمة بنيوية. دار الحداثة -بيروت 1982.[42]
10. الماوية والتحريفية. دار الحداثة- بيروت 1984.[43]
11. أزمة المجتمع العربي. دار المستقبل العربي- القاهرة 1985.[44]
12. ما بعد الرأسمالية- مركز دراسات الوحدة العربية- بيروت 1988.[45]
13. البحر المتوسط في العالم المعاصر (بالاشتراك مع فيصل ياشير. مركز دراسات الوحدة العربية -بيروت 1988.[46]
14. نحو نظرية للثقافة- معهد الإنماء العربي (بيروت) 1989؛ سلسلة صاد (الجزائر) 1992.[47]
15. بعض قضايا للمستقبل- الفارابى، بيروت 1990؛ مدبولى القاهرة، 1991.[48]
16. من نقد الدولة السوفيتية إلى نقد الدولة الوطنية؛ مركز البحوث العربية، القاهرة 1993.[49]
17. سيرة ذاتية فكرية- دار الآداب، بيروت 1993.[50]
18. حوار الدولة والدين (بالاشتراك مع برهان غليون) المركز الثقافى العربي، 1996.[51]
19. في مواجهة أزمة عصرنا، دار سينا، القاهرة 1996.[52]
20. نقد روح العصر، الفارابى، بيروت 1998.[53]
21. مناخ العصر، رؤية نقدية، دار سينا، القاهرة 1999.[54]
22. في نقد الخطاب العربي الراهن، دار العين للنشر، القاهرة 2009.[55]
23. المجتمع والدولة في الوطن العربي : المشرق العربي، مكتبة مدبولي، القاهرة، 1997.[56]
24. المجتمع والدولة في الوطن العربي : مصر، مكتبة مدبولي، القاهرة، 1996.[57]
25. المجتمع والدولة في الوطن العربي : لبنان، مكتبة مدبولي، القاهرة، 1996.[58]
26. نقد خطاب الإسلام السياسي في الثقافة والتاريخ والاقتصاد، منشورات الأفق الديمقراطي، الدار البيضاء، 2010.[59]
27. مستقبل الجنوب في عالم متغير، دار الأمين، القاهرة، 2002.[60]
28. الاشتراكية واقتصاد السوق، مكتبة مدبولي، القاهرة، 2003.[61]
29. الاقتصاد السياسي للتنمية في القرنين العشرين والواحد والعشرين، دار الفارابي، بيروت، 2002.[62]
30. محاضرات في إحصائيات التوازن العام : دراسة إحصائية عن التيارات المالية والنقدية في الاقتصاد المصري عام 1957، معهد الدراسات العربية العالية، 1959.[63]
31. علاقة التاريخ الرأسمالي بالفكر الأيديولوجي العربي : رؤية نقدية، دار الحداثة، بيروت، 1983.[64]
32. الصراع حول المياه : الإرث المشترك، الإنسانية، مكتبة مدبولي، القاهرة، 2005.[65]
33. الفيروس الليبرالي : الحرب الدائمة وأمركة العالم، دار الفارابي، بيروت، 2004.[66]
34. العلاقات العربية الأوروبية : قراءة نقدية، دار الأمين، القاهرة.[67]
35. العولمة والنظام الدولي الجديد، مركز دراسات الوحدة العربية، بيروت، 2000.[68]
36. إمبراطورية الفوضى، دار الفارابي، بيروت، 1991.[69]
37. التبعية في عالم متغير، دمشق، 1990.[70]
38. الرأسمالية في عصر العولمة : إدارة المجتمع المعاصر، بيروت، 2007.[71]
39. جيوسياسية الإمبريالية المعاصرة، المركز العربي للدراسات الاستراتيجية، 2003.[72]
40. الاقتصاد المصري المعاصر، الرواد للنشر والتوزيع، 1989.[73]
41. مذكراتي : ماض لحراسة المستقبل، دار الساقي، بيروت، 2006.[74]
42. مناهضة العولمة : حركة المنظمات الشعبية في العالم، مكتبة مدبولي، اللقاهرة، 2004.[75]

- نظرية القيمة في عصر الرأسمالية الاحتكارية، (ترجمة: مجدي عبد الهادي)، صفصافة للنشر، 2019

## وصلات خارجية
- موقع منتدى العالم الثالث